# Theatron-Festival
Das „Theatron“-Musikfestival in München wird seit den frühen 1970er Jahren ausgetragen.

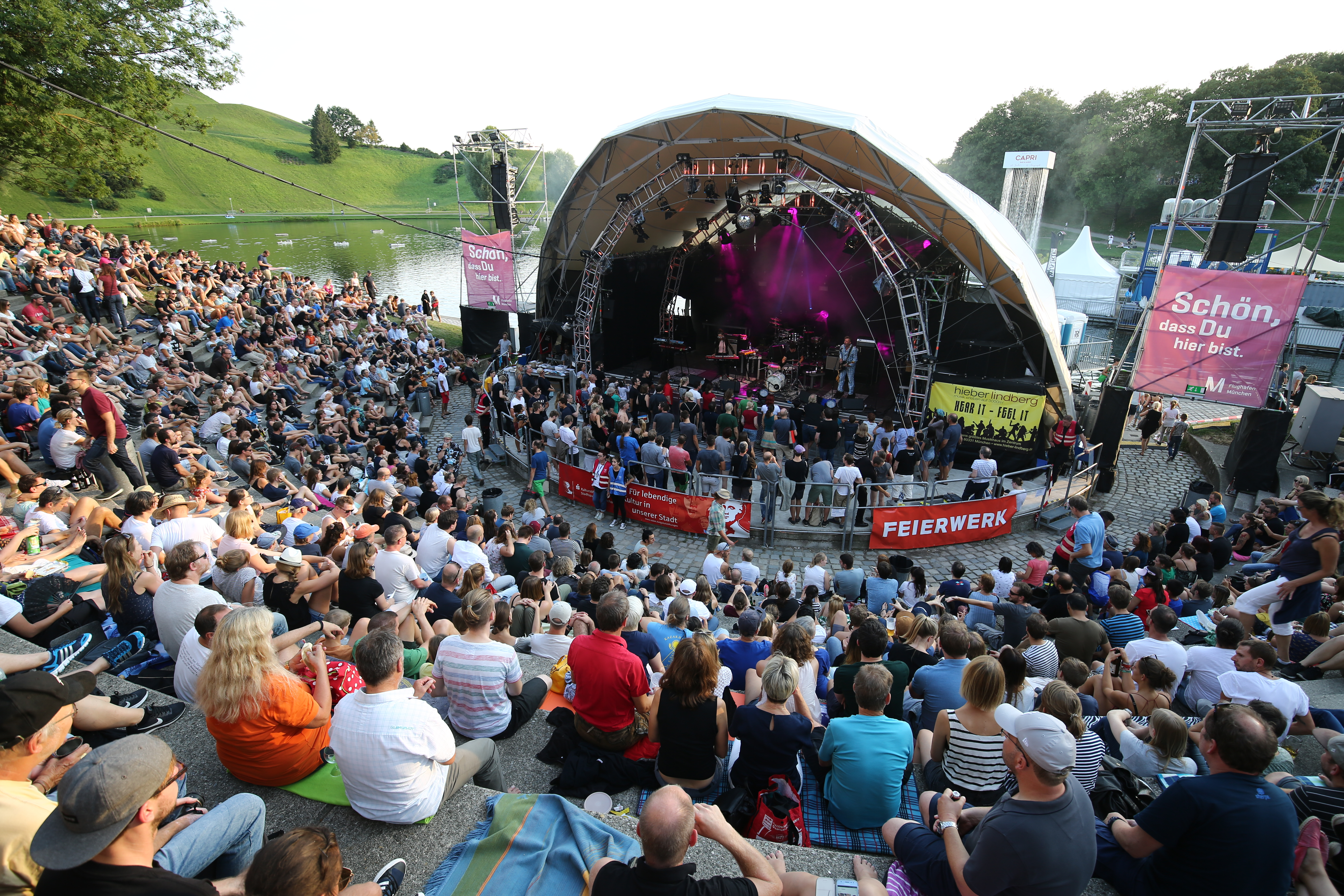
Die „Theatron“-Bühne und die Sitzplätze am Hang, 2018

## Austragungsort
Das Festival wird auf der westlich der Schwimmhalle leicht in den See des Münchener Olympiageländes ragenden Seebühne ausgetragen. Rund 2.000 Besucher finden auf den Stufen des viertelrunden Amphitheaters und den angrenzenden Grünhängen Platz und können auf die runde Betonplattform mit einem Durchmesser von 20 Metern und einer Fläche von 280 Quadratmetern blicken. Durch den Aufbau ähnlich dem antiken griechischen Theater erhielten Bühne und Veranstaltung auch ihre Namen.

## Geschichte

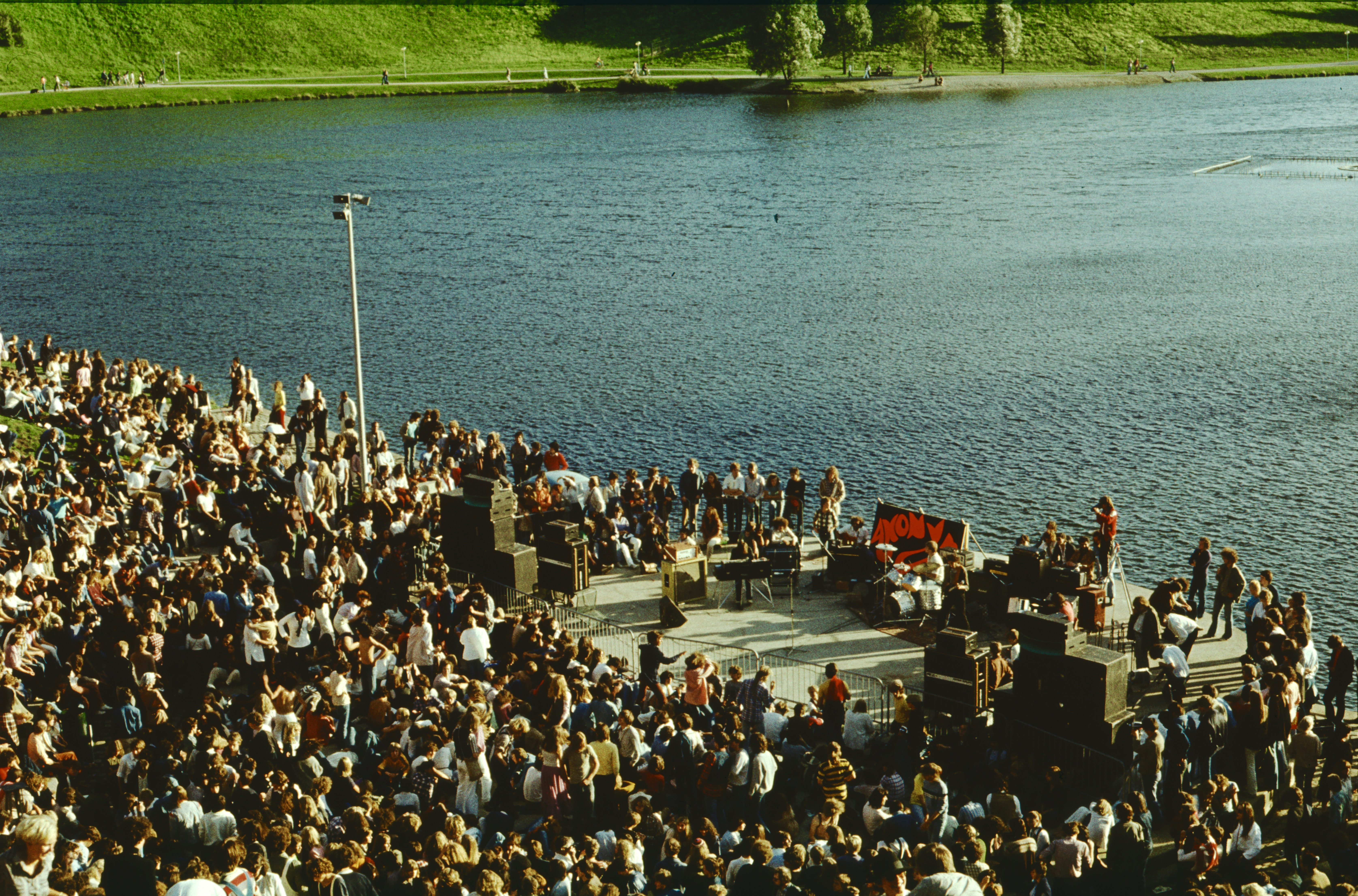
Theatron Ende 70er Jahre

Die ersten Theatron Konzerte fanden 1973 statt. Die Stadt München suchte nach Anschlussveranstaltungen für das Olympiagelände nach den Olympischen Spielen 1972.
Initiator des Festivals war Jürgen Birr. Die Jazzrockband Kraan eröffnete die Veranstaltung. Die Stadt München und später die Olympiapark GmbH stellten einen Etat für Konzerte zur Verfügung. Später traten die Scorpions im Theatron auf.

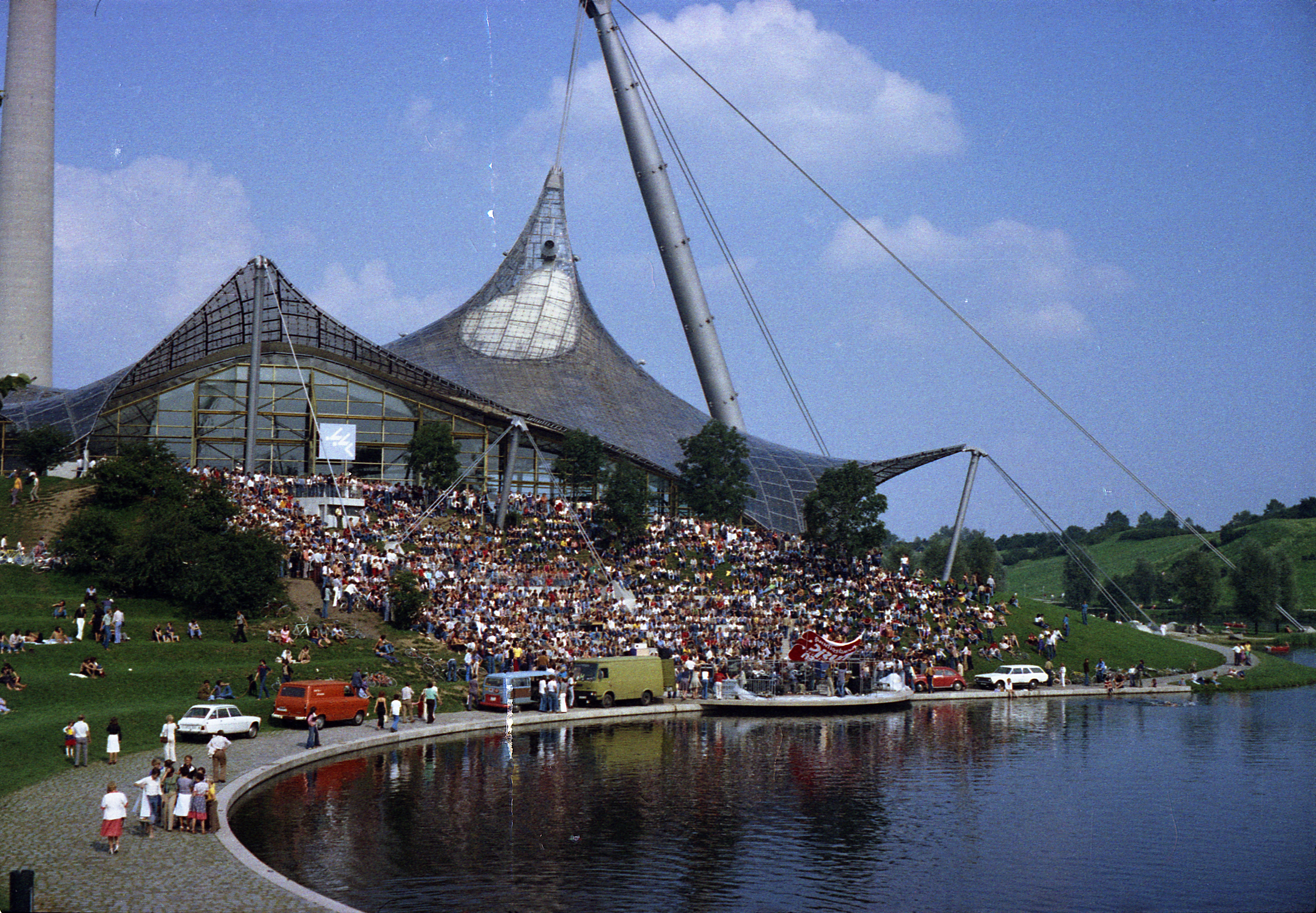
„Theatron“ Mitte der 1970er Jahre, damals noch ohne Bühnenkonstruktion

Die ersten Konzerte wurden noch auf der blanken Betonfläche ausgetragen. Im Laufe der Jahre kam eine mobile Bühnenanlage für die mit Überdachung hinzu und die Ausstattung wurde professioneller. Neben den meist aus dem regionalen Umfeld stammenden Interpreten, oft Nachwuchstalente, präsentieren sich auf dem „Theatron“ immer wieder bekanntere Größen, die teilweise hier ursprünglich noch relativ unbekannt erste Konzerte gaben. Zu den bekannteren Interpreten, die auf dem „Theatron“ aufgetreten sind, zählen unter anderem Scorpions, Eisbrecher, Sportfreunde Stiller, Culcha Candela, Mic, Etta Scollo, Bananafishbones, Megaherz, Fury in the Slaughterhouse, Christoph Weiherer, Passport, Emil Bulls, Pussybox, Ougenweide, Marionetz, Ramses, Bullfrog, Guru Guru, The Comics, Franz K. und Killerpilze. 2004 gab Artur Silber die Veranstaltungsleitung an die heutigen Macher Judith Becker und Antonio Seidemann, Gründer von EurArt, ab.
Noch Anfang der 1990er Jahre fanden die Theatron-Konzerte, damals noch als „Theatron Rocksommer“ geläufig, ganztags an Sonntagen statt. Mit Veränderung des Konzepts und Umbenennung in „Theatron MusikSommer“ änderte sich das. Veranstaltet wird das „Theatron“ heute von der ARGE Theatron MusikSommer, der neben der EurArt-Festivalleitung in abwechselnder Zusammenstellung verschiedene freie Träger, kommerzielle und kommunale Veranstalter angehören, darunter das städtische Kulturreferat, das Stadtjugendamt, das JugendKulturWerk, die Streetworker, der Feierwerk-Verein, der Rock House-Verein und das Medienzentrum München des JFF – Instituts. Neben der Unterstützung durch die Münchner Olympiapark GmbH wird die Veranstaltung von weiteren Sponsoren ermöglicht.
Das Publikum des „Theatrons“ setzt sich längst aus allen Bevölkerungsschichten und Altersgruppen zusammen. Viele Besucher bringen auch heute noch ihre Getränke und  Verpflegung selbst mit, obwohl mittlerweile oberhalb der Zuschauerreihen auch ein mobiler Bierausschank die Veranstaltung begleitet. Aus Lärmschutzgründen enden die Musikveranstaltungen um 22 Uhr und der Mittelungspegel am Mischpult liegt bei 90 dB(A).
Beim MusikSommer 2015 wurde aus Sicherheitsgründen prophylaktisch die um 60 Zentimeter erhöhte Tanzfläche vor der Bühne komplett gesperrt.

### Theatron MusikSommer

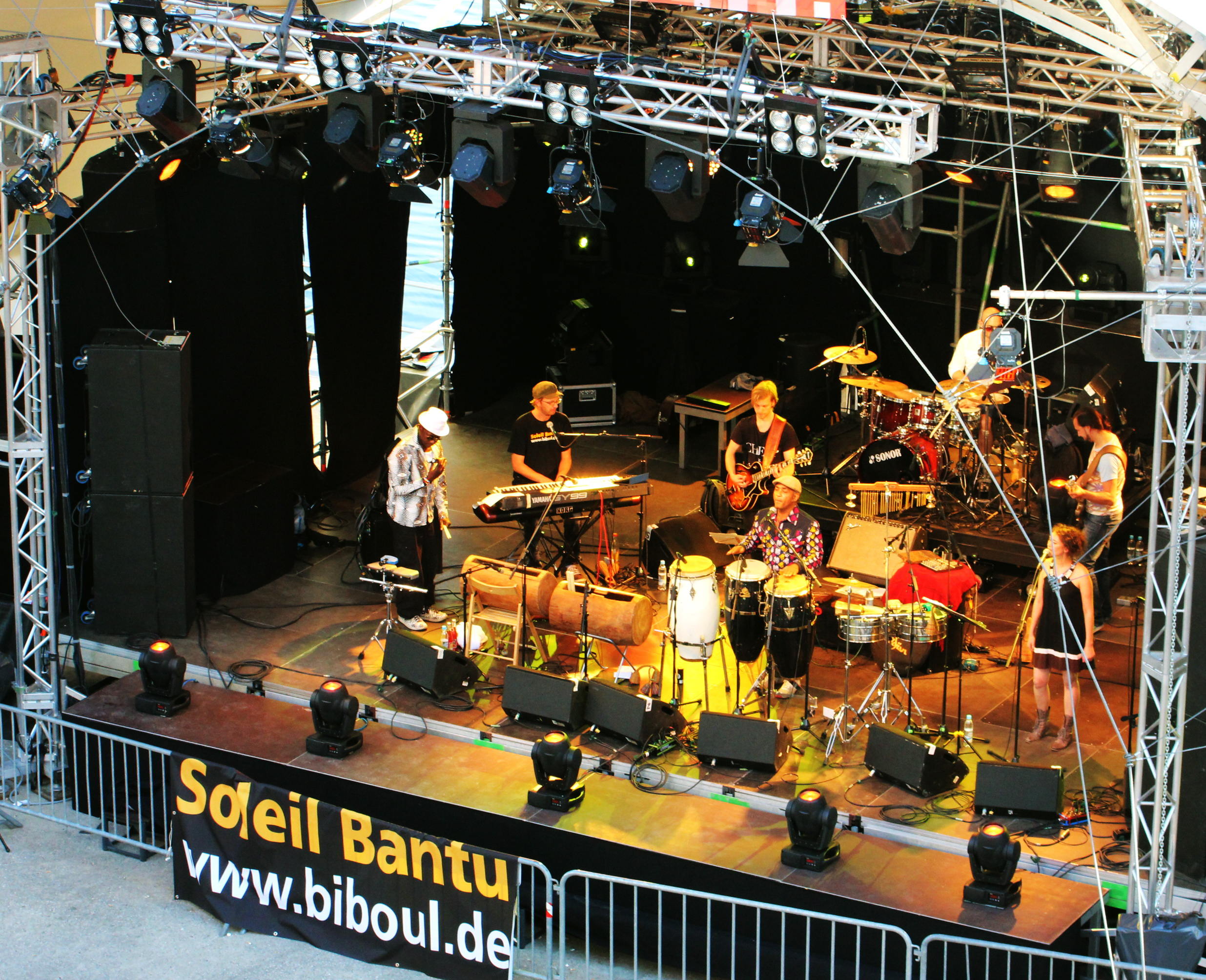
Soleil Bantu im Juli 2012

Vermutlich seit 1996 heißt die eigentliche Veranstaltungsreihe „Theatron MusikSommer“. Die Veranstaltung findet relativ zeitgleich zum angrenzenden Impark Sommerfestival statt. Rund einen Monat lang treten jeden Abend Bands oder Einzelinterpreten verschiedenster Musikrichtungen sowie andere Künstler auf. Auch Kurzfilmabende und andere kulturelle Angebote finden statt.

### Theatron PfingstFestival
Das dreitägige Pfingst-Festival ergänzt seit dem Jahr 2000 die Sommerveranstaltung. 2007 wurde es erstmals vom BR-Jugend- und Szenemagazin Zündfunk unterstützt und gehörte zu den Bavarian Open, die dann durch on3 (seit 2013 puls) abgelöst wurden. 2014 fand die Veranstaltung vom 23. bis 25. Mai statt, also rund 14 Tage vor dem Pfingstwochenende. Mit dabei war unter anderem Gin Ga, Aloa Input, Matteo Capreoli, Farewell Dear Ghost und nochmals Jesper Munk, der hier bereits beim MusikSommer 2013 auftrat.